# Saturn Corporation
La Saturn Corporation è stata una divisione della General Motors principalmente dedicata alle vetture compact e mid-size che è stata attiva dal 1985 al 2010. Sebbene fosse una sussidiaria della General Motors, possedeva modelli specifici e non oggetto di badge engineering, ed era dotata di una rete di concessionari dedicata.
Dopo il ritiro, nel settembre del 2009, dell'offerta effettuata dalla Penske Automotive per acquisire il marchio Saturn, quest'ultimo venne ufficialmente soppresso il 31 ottobre 2010.

## Storia

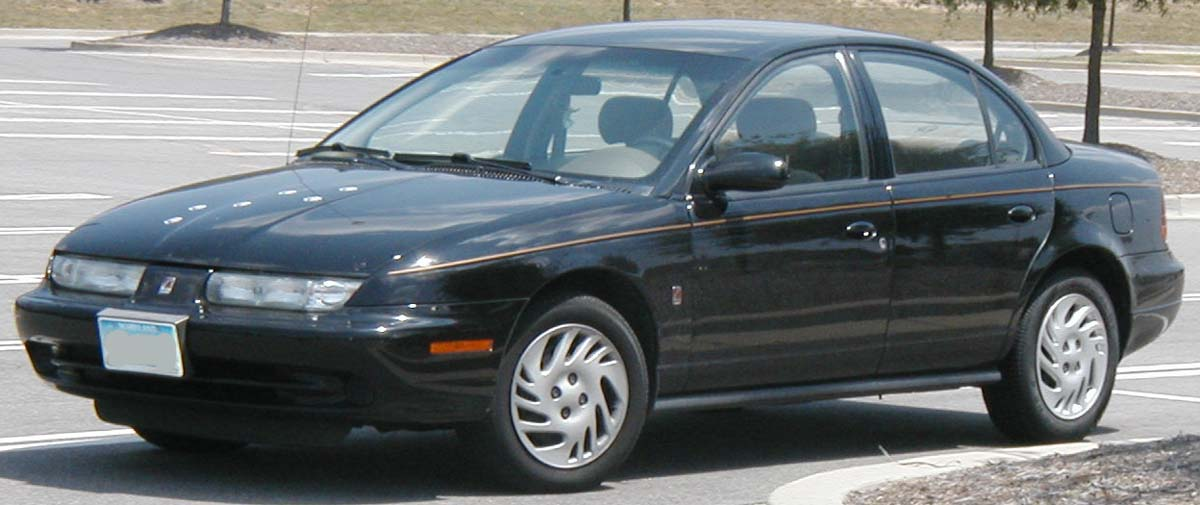
Una Saturn S-Series berlina seconda serie.

L'idea della fondazione di un nuovo marchio in seno alla General Motors incominciò a essere discussa dal management del gruppo statunitense nel giugno del 1982. Nel novembre del 1983 la General Motors uscì per la prima volta allo scoperto con una dichiarazione alla stampa, con la quale disse di voler fondare un nuovo marchio - a cui avrebbe dato il nome di Saturn - che avrebbe prodotto modelli di autovetture di fascia medio-bassa. La prima Saturn dimostrativa uscì dalle catene di montaggio il 7 gennaio 1985, data che è presa come quella di fondazione del marchio. 

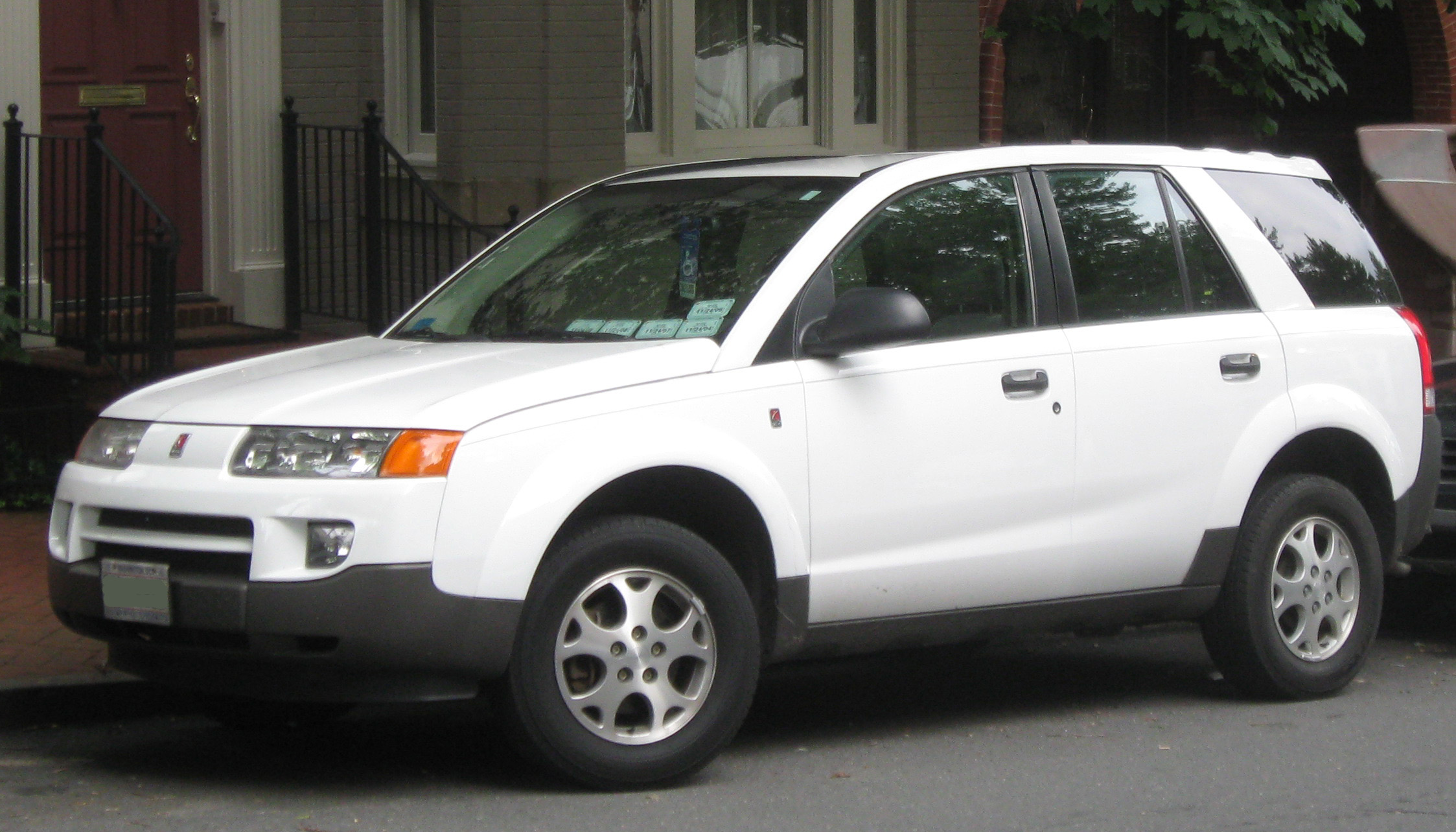
Una Saturn Vue prima serie.

A metà degli anni ottanta uscì il primo prototipo vero e proprio, a cui fu dato il nome di Saturn Concept Car: questa vettura assomigliava alla futura Saturn S-Series, che fu introdotta qualche anno dopo, nel 1990. Inizialmente il gruppo General Motors pensò di produrre modelli Saturn che avrebbero dovuto essere delle Buick, Cadillac, Chevrolet, GMC, Oldsmobile e Pontiac rimarchiate tramite badge engineering. Nei tardi anni ottanta la General Motors cambiò i suoi piani e decise che il marchio Saturn avrebbe dovuto essere totalmente indipendente e che avrebbe avuto dei modelli di autovettura autonomi. 

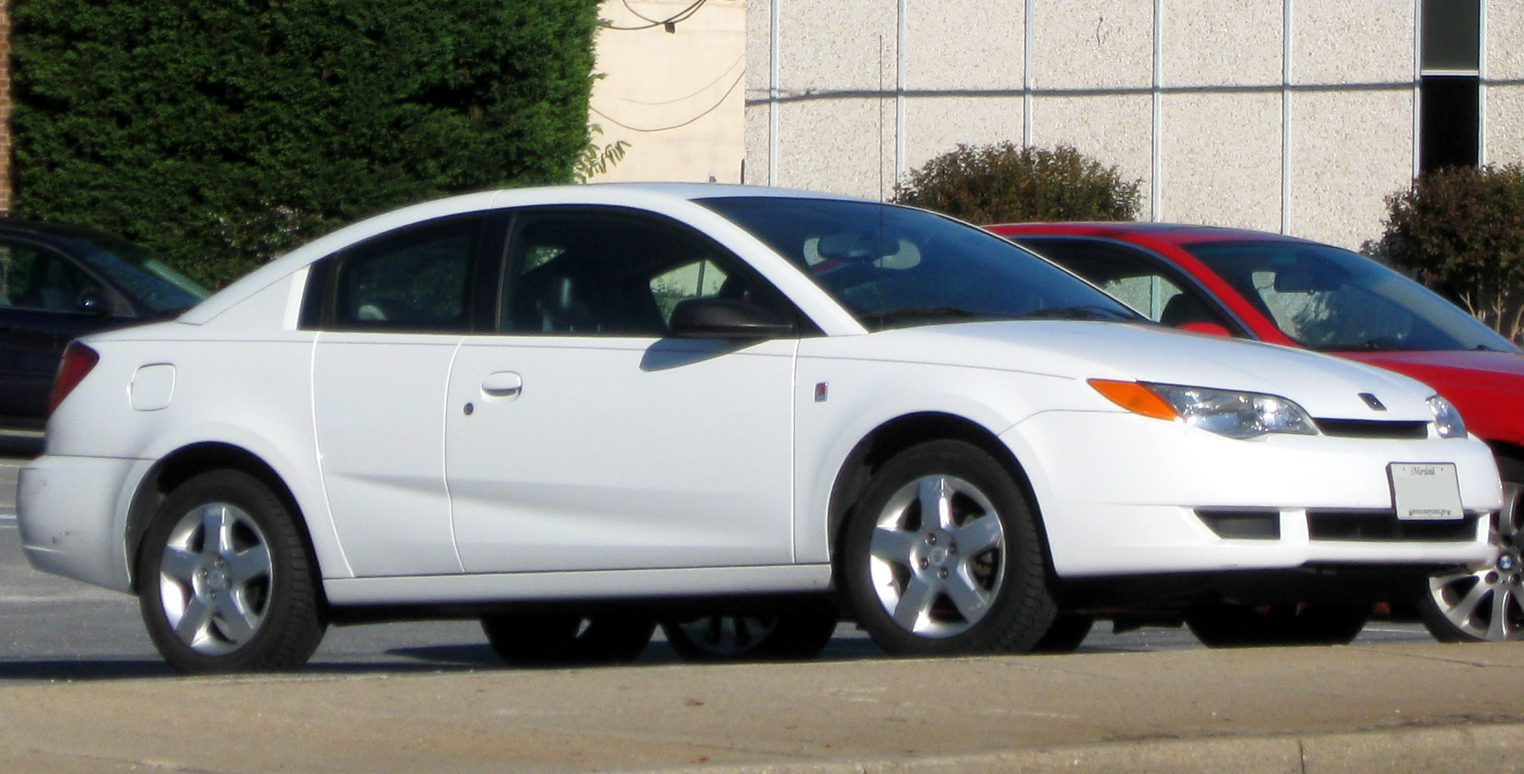
Una Saturn Ion.

La prima vettura prodotta in serie, una Saturn S-Series, uscì dalla fabbrica di Spring Hill, nel Tennessee, il 30 luglio 1990. Negli anni successivi il marchio Saturn conobbe una fase di crescente successo, e quindi la gamma di vetture offerte si ampliò notevolmente. Nel 2000 andò a completare la gamma la mid-size Saturn L-Series. Alle berline, coupé e familiari nel 2002 si aggiunse la Vue, il primo SUV prodotto dalla Saturn. Nel 2003 venne introdotta la Ion, che sostituì la S-Series, mentre nel 2005 alla gamma si aggiunse la prima monovolume, la Relay. Nel 2007 fu invece la volta della berlina mid-size Aura, della roadster Sky e della crossover SUV Outlook: nello stesso anno la sede della Saturn venne spostata da Spring Hill a Detroit. Nel 2008 la Ion venne sostituita dalla Astra.
Nel febbraio 2009, a causa della crisi che colpì l'economia mondiale, e in particolare il settore delle quattro ruote, venne pubblicata la notizia della decisione della General Motors di cessare la produzione della Saturn entro il 2010 se non fossero stati trovati acquirenti. Dopo il ritiro, nel settembre del 2009, dell'offerta effettuata dalla Penske Automotive per acquisire il marchio Saturn fu data la notizia ufficiale, nell'ottobre dello stesso anno, dell'intenzione della General Motors di chiudere la divisione. Il marchio Saturn venne ufficialmente soppresso il 31 ottobre 2010.

## Modelli prodotti

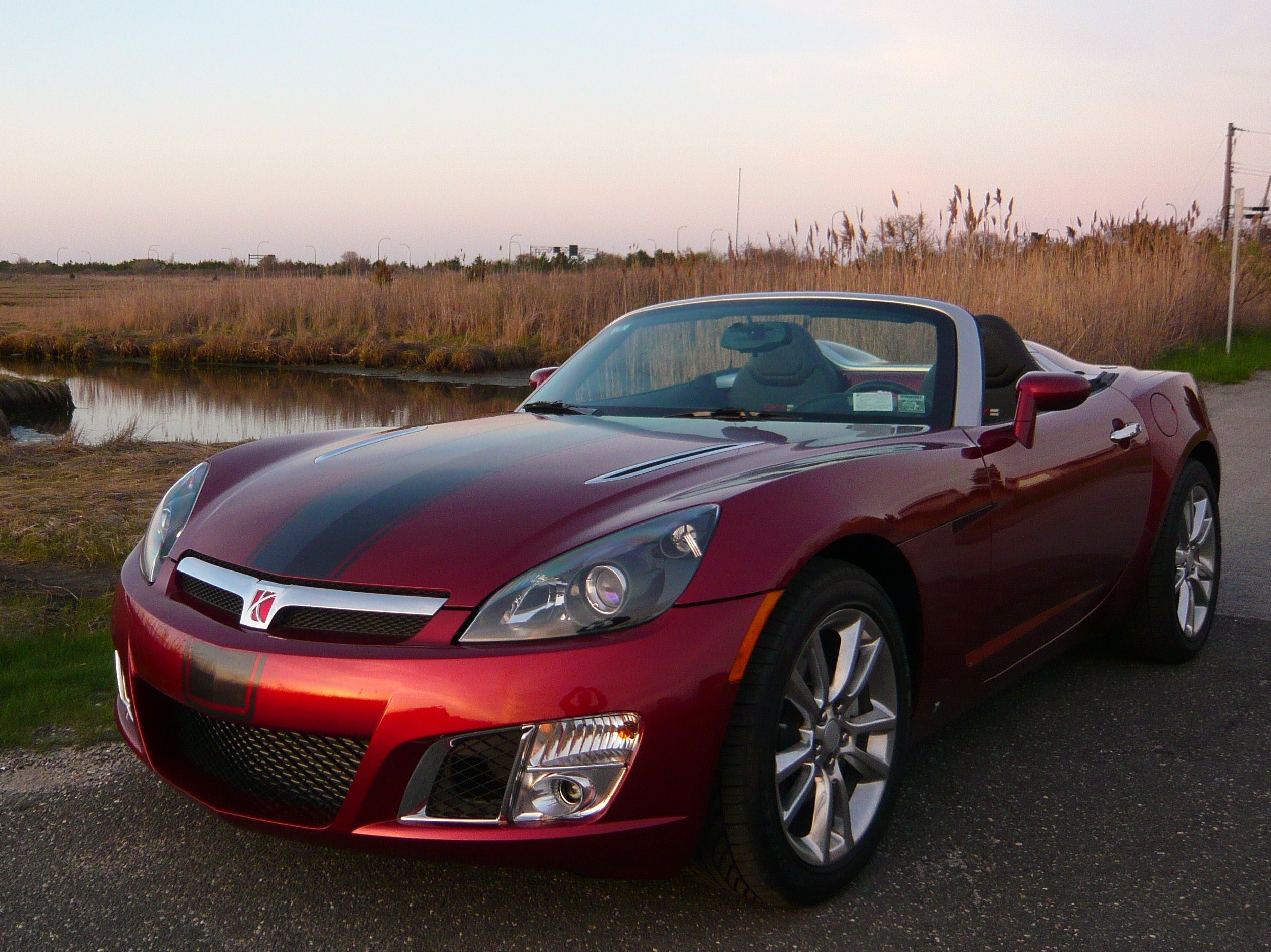
Una Saturn Sky.

| Modello         | Tipologia                       | Anni      |
| --------------- | ------------------------------- | --------- |
| Saturn S-Series | berlina e coupé compact         | 1991–2002 |
| Saturn S-Series | familiare                       | 1993–2001 |
| Saturn L-Series | berlina e familiare mid-size    | 2000–2005 |
| Saturn Vue      | crossover compact               | 2002–2009 |
| Saturn Ion      | berlina compact e quad coupé    | 2003–2007 |
| Saturn Relay    | monovolume                      | 2005–2007 |
| Saturn Sky      | roadster                        | 2007–2009 |
| EV1             | elettrica                       | 1996–2001 |
| Saturn Outlook  | crossover full-size             | 2007–2010 |
| Saturn Aura     | berlina mid-size                | 2007–2009 |
| Saturn Astra    | hatchback compact a 3 o 5 porte | 2008–2009 |